# Phialanthus inflatus
Phialanthus inflatus är en måreväxtart som beskrevs av Attila L. Borhidi. Phialanthus inflatus ingår i släktet Phialanthus och familjen måreväxter. Inga underarter finns listade i Catalogue of Life.